# Аирампоа
Аирампоа (лат. Airampoa) — род суккулентных растений семейства Кактусовые (Cactaceae) родом из Южной Америки (Аргентина, Боливия, Чили и Перу).

## Описание
Кустарникообразные или стелящиеся, обычно ползучие растения, часто сильно разветвленные и вторично укореняющиеся, с округлыми или слегка уплощенными сегментами до 8 см длиной. Их поверхность покрыта крупными игольчатыми колючками (в основном направленными книзу) и глохидиями. Ареолы густые, сильно сближены друг с другом.
Цветки желтые или чаще красные, с густо покрытой щетинковидными колючками цветочной трубкой. Плоды раскрываются одной боковой щелью надвое, обнажая красную сочную пульпу, содержащую маленькие, до 3 мм, почковидные, сильно уплощенные семена с легко сминающимся фуникулярным ариллусом.

## Систематика
Род Airampoa был установлен чешским натуралистом и любителем кактусов Альбертом Фричем в торговом каталоге своей фирмы и долгое время считался недействительно обнародованным из-за краткости родо-видового диагноза. В более позднем торговом каталоге Фрич практически не привёл деталей, дополняющих первоначальное описание. Однако все же необходимо признать, что все формальные требования “Международного кодекса ботанической номенклатуры (МКБН)” по обнародованию нового родового названия в 1929 г. были выполнены, в частности, на момент обнародования род являлся монотипным и автором был приведен диагноз на немецком языке (разрешено до 1935 г.). К сожалению, в последующих публикациях Фрич не привёл не только более детального описания нового рода и вида, но и его изображения. Курт Кройцингер опубликовал ревизованную Фричем систему семейства кактусовых, в которой упоминается, что род Airampoa составляет 32 вида и разновидности (но ни одного видового эпитета не приводится). В дополнение к описанию рода (которое является таким же кратким, как и в предыдущих публикациях Фрича) приводится только фотография одного из видов рода (без указания видового эпитета), но которая все же позволяет сопоставить это растение с видами Opuntia soehrensii Britt. & Rose (ныне Airampoa soehrensii (Britton & Rose) Lodé) и Opuntia microdisca F.A.C. Web. (ныне Airampoa corrugata (Salm-Dyck) Doweld).
В гербарии Фрича, ныне хранящемся в Ботаническом отделении Народного музея в Праге, обнаружены два гербарных листа, принадлежащих к двум неописанным видам Airampoa rubriflora Frič и Airampoa albispinosa Frič, на этикетках которых приведены место сбора “Аргентина, Сальта, долина Тастиль” и дата – 1928 г. Найти гербарный лист типового вида рода Airampoa aurata Frič не удалось. Исследуя вышеупомянутые сохранившиеся гербарные экземпляры, удалось обнаружить глохидии (в то время как Фрич ошибочно принимал их отсутствие за признак, отличающий этот род от других родов подсемейства Opuntioideae, а также установить идентичность вида Airampoa rubriflora Frič с ранее описанным аргентинским видом Opuntia microdisca F.A.C. Web. (ныне Airampoa corrugata (Salm-Dyck) Doweld). Другой вид – Airampoa albispinosa Frič – с желтыми цветками, по всей видимости, представляет собой лишь желтоцветковую форму этого же довольно полиморфного вида, практически не отличаясь от него строением ареол, колючек и цветочной трубки.
К сожалению, английские исследователи Дэвид Хант и Джеймс Айлиф не изучили оставшиеся после войны гербарные материалы Фрича в Чехии и предложили новое родовое название Tunilla D.R.Hunt & Iliff (2000), мотивируя свое решение невозможностью типификации и идентификации типового вида Airampoa aurata Frič вследствие краткости опубликованного описания. С таким подходом к номенклатуре растений нельзя согласиться. Во-первых, МКБН предполагает разрешать такие сложные, запутанные случаи всеми доступными средствами. Во-вторых, отвергая родовое название как “неопределимое растение”, есть риск накопить балласт номенклатурного сора, который может создать в случае выявления новых данных о таких растениях излишние трудности с приоритетом названий. В-третьих, отвержение родового названия Airampoa, которое появилось в литературе задолго до Ханта и Айлиффа, является неуважением к научному наследию в области систематики кактусовых предшествующих поколений ботаников и любителей кактусов.
Надо отдать должное чешскому натуралисту, который в 30-е годы прошлого века, устанавливая новые роды кактусовых, был единственным, кто противостоял консервативным взглядам немецких систематиков этого семейства. Его работы не могли в то время увидеть свет в серьезных ботанических изданиях или, по крайней мере, в специализированных журналах о кактусах из-за острого конфликта чешского реформатора с немецкими специалистами по систематике семейства, который принял даже уродливую форму исключения Фрича из Немецкого кактусного общества (Crkal, 1983). Установление отдельного рода Airampoa оказало влияние на монографа семейства Курта Бакеберга (Backeberg, 1942), который выделил отдельный ряд Airampoae Backeb. рода Opuntia Mill.. Фридрих Риттер (Ritter 1979, 1980) широко использовал новые, но не валидизированные таксоны Фрича в своем капитальном труде “Kakteen in Südamerika”, в том числе и Airampoa в ранге подрода Opuntia Mill..

## Таксономия
Airampoa Frič, первое упоминание в Akklim. Versuchs-Gart.: 1. 1933.

### Синонимы
Гетеротипные (основанные на разных номенклатурных типах):
- Tunilla D.R.Hunt & Iliff (2000)

### Виды
Согласно данным сайта WFO Plantlist на июнь 2023 года, род состоит из 16 видов:

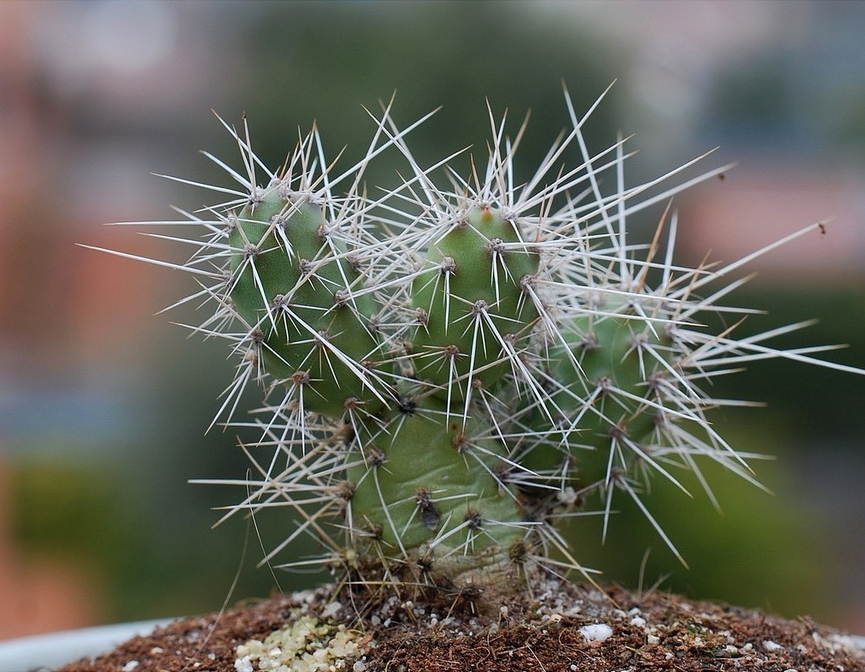
'
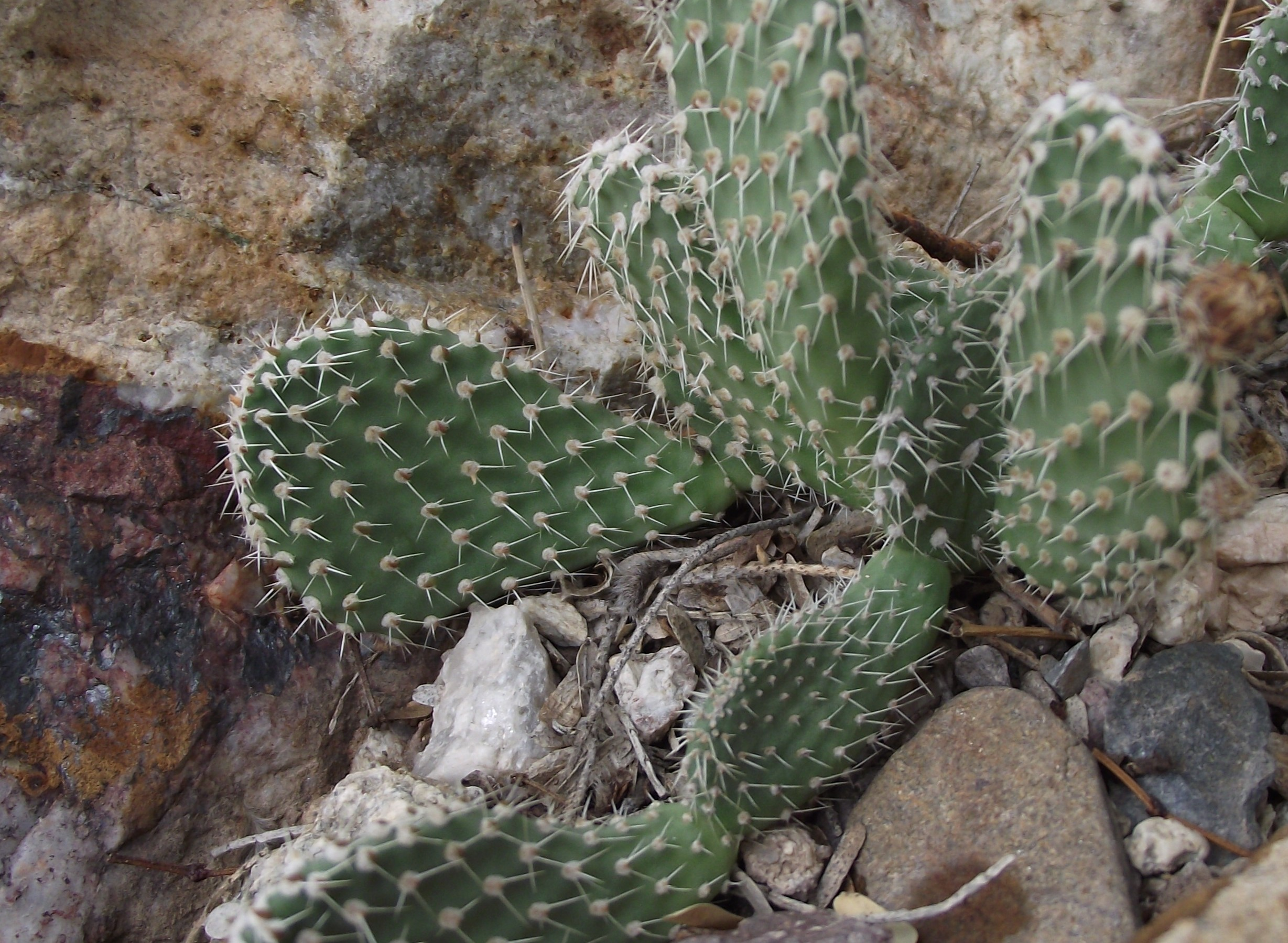
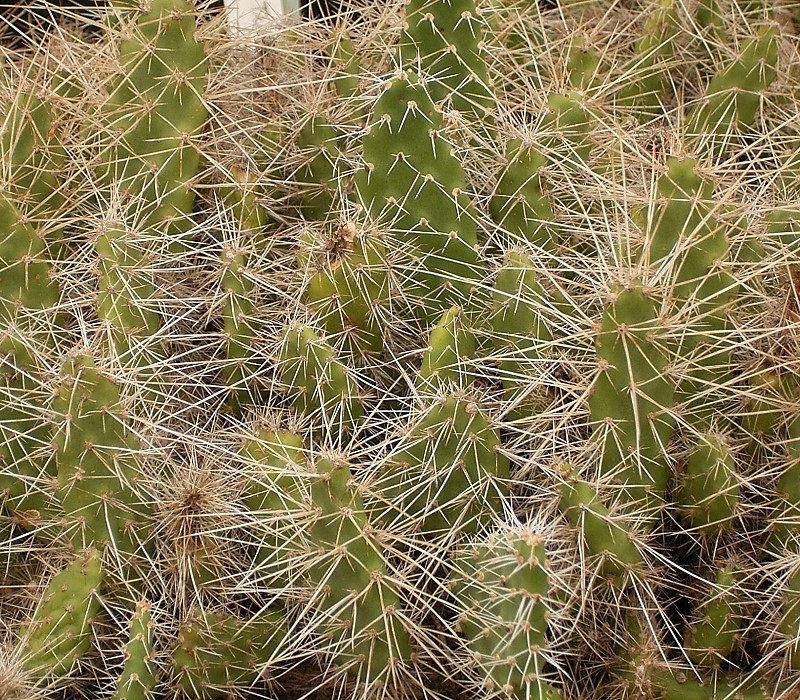
'
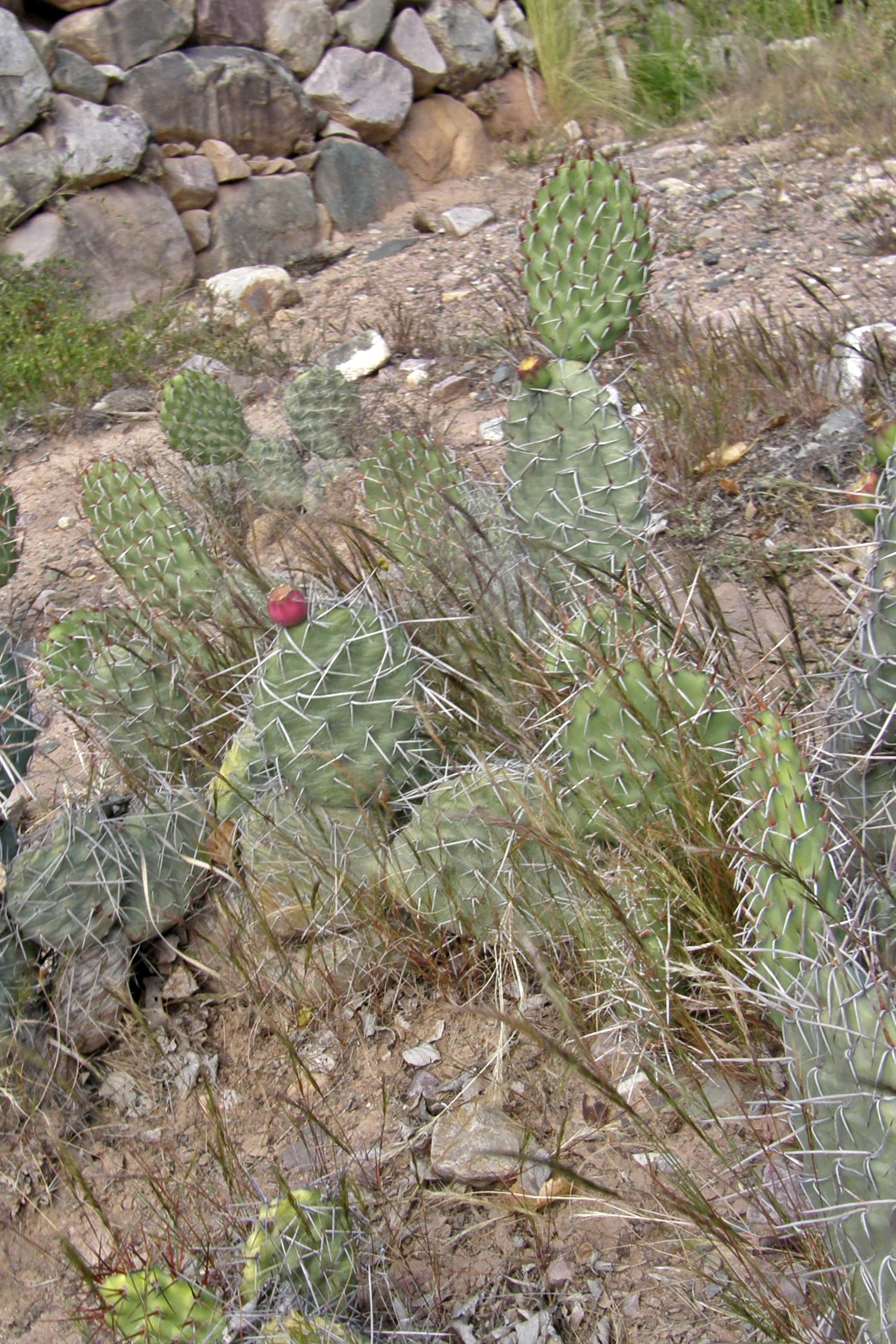

- Airampoa albisaetacens (Backeb.) Doweld
- Airampoa armata (Backeb.) Doweld
- Airampoa ayrampo (Azara) Doweld
- Airampoa boliviensis (Backeb.) Doweld
- Airampoa cedergreniana (Backeb.) Doweld
- Airampoa chilensis (F.Ritter) Doweld
- Airampoa corrugata (Salm-Dyck) Doweld
- Airampoa erectoclada (Backeb.) Doweld
- Airampoa ianthinantha (F.Ritter) Doweld
- Airampoa microdisca (F.A.C.Weber) Doweld (син. Airampoa aurata[7])
- Airampoa minuscula (Backeb.) Doweld
- Airampoa orurensis (Cárdenas) Doweld
- Airampoa panellana (Backeb.) Doweld
- Airampoa picardoi (Marn.-Lap.) Doweld
- Airampoa silvestris (Backeb.) Doweld
- Airampoa tilcarensis (Backeb.) Doweld

- Airampoa corrugata
- Airampoa erectoclada
- Airampoa soehrensii
- Airampoa tilcarensis